# José M. G. Moyano
José Manuel García Moyano, més conegut com a José M. G. Moyano, és un muntador i editor de cinema espanyol. Guanyador d'un Goya al millor muntatge.
Va començar com a muntador de llargmetratges el 1998 i des de 2002 es va convertir en el muntador d'Alberto Rodríguez Librero. Pel seu treball a Grupo 7 va guanyar el premi Asecan al millor muntatge i fou nominat al Goya al millor muntatge i a la Medalla del CEC. Pel seu treball a Anochece en la India va obtenir la Bisnaga de Plata al millor muntatge del Festival de Màlaga de 2014. El 2015 va guanyar el Goya al millor muntatge i la Medalla de Cercle d'Escriptors Cinematogràfics al millor muntatge per La isla mínima. Fou nominat novament al Goya pel seu treball a El hombre de las mil caras (2016). El 2020 va guanyar novament el premi Asecan al millor muntatge per 522. Un gato, un chino y mi padre.

## Filmografia
- El factor pilgrim (2000)
- El traje (2002)
- 7 vírgenes (2005)
- Cabeza de perro(2006)
- Un mundo cuadrado (2011)
- Grupo 7 (2012)
- Anochece en la India (2014)
- A esmorga (2014)
- La isla mínima (2014)
- Paco de Lucía: la búsqueda (2014)
- El hombre de las mil caras (2016)
- Nacido en Siria (2016)
- Los gigantes no existen (2017)
- Yo, mi mujer y mi mujer muerta (2018)
- Barbacana, la huella del lobo (2018)
- Ánimas (2018)
- 522. Un gato, un chino y mi padre 82019)
- La peste (2019)
- Modelo 77 (2022)